# كلاي هيل
كلاي هيل هو لاعب اللاكروس كندي، ولد في 17 مايو 1976 في هاميلتون في كندا.